# Ćiribirci
Ćiribirci (Ćići) ili Istrorumunji su nevelika etnička grupa nastanjena u sjeveroistočnoj Istri, danas uglavnom u selima Žejane i područjima oko Čepićkog polja, Šušnjevica, Nova Vas, Letaj i drugima. Danas su im mnoga sela napuštena i znatan ih je dio kroatiziran. Pojava prvih Ćića u Istri počinje negdje krajem 14. stoljeća, jedno od njihovih glavnih naselja, Žejane, spominju se još 1395., ali glavnina Vlaha ili Čića, kako su ih sve nazivali, dolazi tek negdje krajem 15. ili početkom 16. stoljeća, što im dopuštaju knezovi Frankopani.  Porijeklo ovih Ćića što ih Frankopani doseljavaju je sjeverna Dalmacija, gdje su bili poznati pod imenom Morlaci. Morlake, koji su kao pastiri s ovcama došli iz Dalmacije, prvo nalazimo na otoku Krku gdje su još ostali tragovi njihovog govora. Tek desetih i dvadesetih godina 16. stoljeća počinje njihovo značajnije naseljavanje u Istri, u naselje Žejane. Sa sobom ovi ljudi donose jezik koji se još očuvao oko Čepićkog polja gdje ih još okolno stanovništvo naziva Vlasima, Ćićima, Rumunjima ili osobito Ćiribircima. 

## Ime
Ćići u Istru dolaze kao Vlasi gdje od lokalnog hrvatskog stanovništva dobivaju i nazive Ćići ili Ćiribirci. Korijen same riječi Vlah i Vlasi, nalazi se u staro-germanskoj riječi Wealh, koja je i korijen od Wales (=Vels), od koje je nastao i etnonim Walha, ime kojim su stari Germani zvali Kelte, a on je opet nastao po plemenu Volcae. Romanizacijom Kelta Germani su sve romanizirane narode počeli nazivati Walhae. Ovaj naziv javlja se i danas u drugim varijantama koje označavaju na primjer Valonce (Wallons), u Belgiji i Valaše u Moravskoj.  U našim krajevima naziv se pretvorio u Vlah ili Vlasi, a poznat je i naziv Mavrovlasi (Crni Vlasi) što je još jedno ime koje su nosili Morlaci, ljudi od kojih se jedan dio odvojio i naselio Istru. 
Nazivi Ćići i Ćiribirci nisu istoga porijekla. Navodno je naziv Ćići nastao od neke uzrečice ći ći (Cici), a Ćiribirci od cire bire, što bi trebalo značiti na rumunjskom 'drži dobro', ovo su ipak samo legende,
U Povijesti se javlja još jedan naziv koji nosu ovaj maleni narod, to su Rumeri, naziv kojim su još oko 1700. označavali sami sebe. Ovaj naziv nije ništa drugo doli varijante imena Romani, od kojega je uostalom nastalo i Rumunji. Vlasi (Aromuni, Romeri) dobili su ime koje je nosio grad Roma (Rim), nisu im ga dali Rumunji, nego su ga oni (Rumunji) dobili kasnije od Rima romanizacijom Dačana. Sve ispada na to da Vlasi, Aromuni, a s njima i Ćići, ne moraju biti naročito srodni Rumunjima, nego samo srodni onoliko koliko su to bili i njihovi preci među sobom. Što se tiče naziva Istrorumunji (Istrorumunji),  najvjerojatnije je politički termin nastao od SIL-ovog naziva istro-romanian, kojim se naziva jezik kojim se služe Ćići, ali i uz napomenu kako je to bio jedan od jezika koji se odvojio od ostalih njemu srodnih romanskih jezika između 500. i 1000. godine. Do ove separacije vjerojatno dolazi pojavom Hrvata i drugih plemena koja su svojim naseljavanjem (V. i VI. st.) potisnuli potomke romaniziranih Tračana. 
Danas se ova malena zajednica u svijetu označava imenom koji je nastao po njihovom istro-rumunjskom jeziku, to su Istrorumeni (talijanski); Istroromânii (rumunjski); Istro-Romanians (engleski).

## Jezik
Govore vlastitim jezikom koji je mješavina rumunjskog, hrvatskog i talijanskog. Točan broj govornika ovog jezika nije poznat, u UNESCO-ovoj Crvenoj knjizi (‘Red Book of Endangered Languages') spominje se broj od između 500 do 1000 osoba. Etnički su Ćići međutim daleko brojniji. Mnogi su poprimili hrvatski jezik i danas se smatraju Hrvatima, a znatan dio je ’50-tih godina dvadesetog stoljeća iselio u prekomorske zemlje.  Za neke lingviste istrorumunjski jezik je dijalekt rumunjskog na osnovu jednog primjera sličnosti s govorom u području Transilvanije (vidi Wallachia ili Vlaška), otkuda su po istom izvoru otišli prije nekih 1000 godina,  ali njihovih skupina je zasigurno bilo i prije po već navedenim krajevima, jer je ovaj nemiran narod sa svojim stadima ovaca uvijek tražio bolja pasišta. Povijest nas pak uči da su se preci Ćića odvojili od Morlaka u području Dalmacije i naselili isprva na Krk, pa na Istru. Začetak nastanka Rumunja počinje pobjedom cara Trajana (98. – 117.) nad Decebalom i povratkom većine Dacije pod Rim.  Ovime počinje i romanizacija Dačana i drugih tračkih plemena koji su svakako govorila različitim ali srodnim dijalektima. Suvremeni Rumunji, Moldavci i Aromuni ili Vlasi (uključujući sve vlaške etničke zajednice) produkt su te romanizacije kao i sličnost jezika i dijalekata kojima se danas služe.

Ćići iz Žejana zovu svoj žejanskim, Ćići s južne strane Ćićarije zovu svoj jezik vlaškim, a treća skupina svoj jezik naziva i ćiribirskim.

## Podrijetlo i kratka povijest
Podrijetlo Ćića je morlačko s kojima su do odcjepljenja živjeli u jadranskom zaleđu, od Albanije, Makedonije i preko Crne Gore do sjevernih krajeva Dalmacije. Povijest nastanka Vlaha, naroda srodnom Moldavcima i Rumunjima, usko je vezana uz uspostavljanje Istočnog Rimskog Carstva 1204. u Konstantinopolu i romanizacijom tračkog stanovništva Dobrudže, Vlaške i Moldavije. Primanjem rimskog jezika Vlasi, Moldavci i Rumunji razvijaju svoje vlastite jezike koji su svakako pod utjecajem jezika drugih naroda s kojima dolaze u kontakt. Velika Vlaška danas pripada Rumunjskoj, ali i ako su ti Rumunji bili srodni s Vlasima iz Male Vlaške u nekadašnjoj Etoliji i Akarnaniji, svakako su imali različit razvoj svojih jezika kao i različitu povijest. Vlahe koje poznajemo kao Cincare,  Morlake, kao i nadalje Meglesnske i druge Vlahe, danas kolektivno nazivamo Aromunima, Arumunjima ili jednostavno Vlasima. S druge strane narodi romanizirane Velike Vlaške danas zovemo Rumunjima. Njihovi jezici su neosporno srodni s jezicima koji su se govorili u Velikoj Vlaškoj, Dobrudži i krajevima današnjeg rumunjskog govornog područja. Na razvoj ovih naroda svakako utječe i pojava Slavena kao i kasnija najezda Turaka, nakon koje u području Dalmacije dolazi do pokretanje stanovništva. Dijelovi Hrvata-čakavaca sele u današnje područje Gradišća a u Italiju odlaze ' preci današnjih molizanskih Hrvata. Ista pojava Turaka izaziva i pokrete Bunjevaca i pretke Ćića na sjever. Prvi naseljavaju područje Velebita a ćićsko pastirsko stanovništvo nastavlja dalje prema Istri gdje su se zadržali do naših dana.

## Običaji
Ćići, poznati po uzgoju ovaca, svojim starim poslom nastavili su i doseljenjem u područje Ćićarije. Sa svojim stadima prodirali su sve do suprotne obale Istre, prema Poreču, gdje bi se zadržavali preko zime i u proljeće se vraćali kućama. Ovčarstvo je danas zapušteno, mnogi Ćići odlaze na rad u Rijeku ili dalje. Sela oko Čepićkog polja su opustjela. Većina Ćića, danas naseljeni u Žejanama očuvali su stare pokladne običaje koje njeguje folklorno društvo 'Žejanski zvončari'. U prvom mjesecu u vrijeme pokladnih običaja zvončari oblače na sebe bijele hlače, mornarske majice, šubu (šuba, ovčja koža), veoma važne klopote (tri zvona), kumarak ukrašen raznobojnim vrpcama koje vise do tla. Uz prepoznatljivo poskakivanje njihova zvona zvone i tjeraju zimu. Ovaj lijepi običaj još je veoma živ među njima i djeca se s njim upoznavaju od malih nogu.

## Vanjske poveznice
- Wikisource Main Page/Rumârește – Wikizvor na Istrorumunjskom
- Istro Romanians in Hrvatskoj;
- Istrorumunji: Neka dože učitelj
- Hrv. Enc. Istrorumunji
- Istrorumunji, Ćići, Vlasi ili Ćiribirci govore jezikom kojem se daje još 30 godina
- Goran Filipi. Istruruminsjki lingvistički atlas